# Большое Раменье (Кировская область)
 Большое Раменье  — упразднённая в 2022 году деревня в Шабалинском районе Кировской области России. Входила в Черновское сельское поселение.

## Топоним
Известна с 1872 года как деревня Раменье, в 1905 году — Раменская, к 1926 году — Большое Раменье.

## География
Урочище находится в западной части Кировской области, в пределах Волжско-Ветлужской равнины, в подзоне южной тайги, на левом берегу реки Ветлуги, на расстоянии приблизительно 42 километров (по прямой) к северо-северо-востоку (NNE) от Ленинского, административного центра района.

### Климат
Климат характеризуется как континентальный, с продолжительной холодной снежной зимой и умеренно тёплым коротким летом. Среднегодовая температура — 1,6 °C. Средняя температура воздуха самого холодного месяца (января) составляет −13,8 °C; самого тёплого месяца (июля) — 17,5 °C . Безморозный период длится 89 дней. Годовое количество атмосферных осадков — 721 мм, из которых 454 мм выпадает в тёплый период.

## История
Известна с 1872 года.
Деревня упразднена в 2022 году.

## Население
| 2010 |
| ---- |
| 0    |

### Историческая численность населения
Постоянное население составляло: дворов 20 и жителей 133, в 1905 — 35 и 177, в 1926 году — 44 и 261, в 1950 — 40 и 110, в 1989 — 16 жителей, в 2002 году — 9 человек (русские 100 %), 0 в 2010.